# Alex Adair
Alex Adair (West Chiltington, 3 marzo 1994) è un disc jockey e produttore discografico inglese. 
È noto soprattutto per il remix di Thinking Out Loud di Ed Sheeran e per il singolo del 2014 Make Me Feel Better.

## Carriera
Il suo brano Make Me Feel Better è stato il primo singolo in assoluto pubblicato dalla Hexagon, l'etichetta di Don Diablo. Il singolo è stato, inoltre, per oltre due settimane al vertice della classifica dance di Beatport e raggiunse la posizione 13 della UK Single Chart inglese.

## Discografia

### Singoli
- 2014: Make Me Feel Better
- 2015: Heaven
- 2016: Burnin (feat. Steve Void)
- 2017: Casual
- 2018: I Will (feat. Eves Karydas)

### Remix
- 2013: Ed Sheeran – Thinking Out Loud (Alex Adair Remix)